# Antihemoragici
Antihemoragik je supstanca koji uzrokuje hemostazu (zaustavlja krvarenje). Stipse su specifičan tip agensa koji deluje putem kontrakcije tkiva, čime se zatvaraju oštećeni krvni sudovi. Stipsna olovke sadrže adstringente.
Antihemoragijski agensi se koriste u medicini kao:  
- Sistemski lekovi deluju putem inhibicije fibrinolize ili promovisanjem koagulacije.
- Lokalni hemostatički agensi uzrokuju vazokonstrikciju ili podstiču agregaciju trombocita.

## Systemski
Postoji nekoliko klasa antihemoragijskih lekova. Oni obuhvataju antifibrinolitike, vitamin K, fibrinogen, i faktore koagulacije krvi.

## Lokalni
Topikalni hemostatički agensi nalaze primenu u hitnoj kontroli krvarenja, posebno u vojnoj medicini. Oni su dostupni u dve forme — kao granularni prah kojim se posipa rana, ili impregnirani u obloge za rane.